# Gymnocalycium walteri
Gymnocalycium walteri ist eine Pflanzenart in der Gattung Gymnocalycium aus der Familie der Kakteengewächse (Cactaceae). Das Artepitheton walteri ehrt den österreichischen Botaniker Walter Till (* 1956).

## Beschreibung
Gymnocalycium walteri wächst einzeln oder sprossend mit dunkelgrünen, halbkugelförmigen Trieben, die bei Durchmessern von 3 bis 6,5 Zentimetern Wuchshöhen von bis zu 2,5 Zentimeter erreichen. Die sieben (selten fünf bis neun) flachen Rippen sind in flache Höcker gegliedert. Mitteldornen sind nicht vorhanden. Die etwa sieben nadeligen, biegsamen, geraden bis leicht gebogenen Randdornen sind seitlich ausstrahlend und mehr oder weniger anliegend. Sie sind gelblich bis hellbraun und 6 bis 8 Millimeter lang.
Die weißen Blüten besitzen einen rosafarbenen Schlund. Sie erreichen eine Länge von 4,5 bis 5 Zentimeter und einen Durchmesser von 4 bis 4,5 Zentimeter. Die breit spindelförmigen Früchte sind dunkelgrün bis gelbgrün und weisen eine Länge von bis zu 3 Zentimeter und einen Durchmesser von 1,5 Zentimeter auf.

## Verbreitung und Systematik
Gymnocalycium walteri ist im Nordosten der argentinischen Provinz Córdoba in mit Steinen durchsetztem Grasland in Höhenlagen von etwa 800 Metern verbreitet. 
Die Erstbeschreibung erfolgte 2003 durch Hans Till. Ein nomenklatorisches Synonym ist Gymnocalycium parvulum var. walteri (H.Till) Milt (2015).

## Nachweise